# Teoria de la literatura
La teoria de la literatura o teoria literària (del grec, theorein, 'mirar' o 'observar') és l'estudi sistemàtic que té com a objecte la literatura. Com a tal teoria de la literatura amb pretensions de sistematicitat, va nàixer a principis del segle xx, amb l'escola anomenada formalisme rus. Tanmateix, ja des de l'antiguitat es coneixen reflexions sobre el fet literari que poden ser considerades també, en un sentit més ampli, teoria literària. En opinió de Manuel Asensi,
| « | El concepte de teoria de la literatura pertany al segle XX i es deu, sobretot, al sorgiment de la lingüística saussureana i altres corrents afins. Abans del segle XX no hi ha, estrictament parlant, teoria de la literatura, sinó un conjunt d'aproximacions filosòfiques o tècniques als textos poètics i als problemes que aquests plantegen | » |
| — Manuel Asensi, Historia de la teoría de la literatura, I: desde los inicios hasta el siglo XX, Valencia, Tirant lo Blanch, 1998, pp. 27-28. | |   |

El seu objecte d'estudi és la literatura, que intenta definir en contraposició a altres usos lingüístics, així com destriar les convencions que l'envolten: l'estil de cada autor, el gènere literari de l'obra, la seva interpretació o crítica i la seva funció social.

## Visió general
Una de les preguntes fonamentals de la teoria literària és "què és la literatura?" – encara que molts teòrics i erudits literaris contemporanis creuen que la "literatura" no es pot definir o que es pot referir a qualsevol ús del llenguatge. Les teories específiques es distingeixen no només pels seus mètodes i conclusions, sinó fins i tot per com creen significat en un "text". Tanmateix, alguns teòrics reconeixen que aquests textos no tenen un significat singular i fix que es consideri "correcte".
Com que els teòrics de la literatura sovint es basen en una tradició molt heterogènia de la filosofia continental i la filosofia del llenguatge, qualsevol classificació dels seus enfocaments és només una aproximació. Hi ha molts tipus de teoria literària, que tenen diferents enfocaments dels textos. Les diverses escoles de teoria que històricament han estat importants inclouen la crítica històrica i biogràfica, la nova crítica, el formalisme, el formalisme rus i l'estructuralisme, el postestructuralisme, el marxisme, el feminisme i el feminisme francès, el postcolonialisme, el nou historicisme, la desconstrucció, la crítica de resposta del lector i la crítica psicoanalítica.

## Història
La pràctica de la teoria literària es va convertir en una professió al segle xx, però té arrels històriques que es remunten a l'antiga Grècia (la poètica d'Aristòtil és un exemple primerenc citat sovint), a l'antiga Índia (Natya Shastra de Bharata Muni) i a l'antiga Roma (Sobre el sublim de Dionís Cassi Longí). A l'època medieval, els estudiosos de l'Orient Mitjà (al-Bayan wa-'l-tabyin i al-Hayawan d'Al-Jahiz, i Kitab al-Badi d'Abu-l-Abbàs Abd-Al·lah ibn al-Mútazz) i Europa van continuar produint obres basades en estudis literaris. and Europe Les teories estètiques dels filòsofs des de la filosofia antiga fins als segles XVIII i XIX són influències importants en l'estudi literari actual. La teoria i la crítica de la literatura estan lligades a la història de la literatura.
Alguns estudiosos, tant teòrics com antiteòrics, es refereixen als debats dels anys vuitanta i noranta del segle XX sobre els mèrits acadèmics de la teoria com "les guerres teòriques". Alguns estudiosos com Mark Bauerlein continuen argumentant que els teòrics menys capaços han abandonat els mètodes provats d'epistemologia, donant lloc a lapsus persistents en l'aprenentatge, la investigació i l'avaluació.

### Grècia Antiga

#### Plató

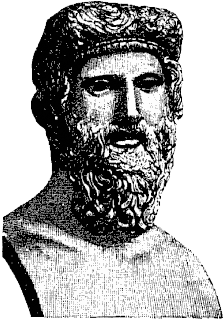
Bust de Plató. Al si del sistema de pensament platònic, la literatura va ser considerada un element més aviat perillós

El primer pensador grec del qual es conserva una quantitat important de reflexions al voltant del fet literari és Plató. L'acostament de Plató a la literatura es realitza en un doble vessant: metafísic i ètic. Des d'ambdós punts de vista, la consideració de la literatura és més aviat negativa. Des d'un punt de vista metafísic, cal tenir en compte el dualisme de la metafísica platònica: per a Plató, la realitat visible és una còpia imperfecta d'una realitat superior anomenada món de les idees. Així, quan un poeta recrea amb paraules la realitat visible està realitzant una mimesi de segon grau, és a dir, està copiant una cosa que al seu torn és una còpia. D'acord amb aquesta metafísica, la literatura és una còpia molt allunyada de la realitat veritable, la de les idees, i manca, per tant, de valor ontològic.
Des d'un punt de vista ètic, Plató considera la literatura perillosa, ja que, mitjançant la versemblança, fa passar per vertaderes coses que no són reals. Dins el sistema polític ideal de Plató, desenvolupat en La república, el filòsof grec insisteix en el perill que els mites, en què els déus apareixen cometent actes moralment condemnables, suposen per a l'educació dels infants, en la mesura que els donen mals exemples que resulten nocius per al seu desenvolupament moral. Per aquest motiu, Plató determina que els poetes haurien de ser expulsats de la seua ciutat ideal.

#### Aristòtil
Aristòtil és el primer filòsof que dedica una obra sencera a l'estudi de la literatura, la Poètica. En l'estat en què aquest text ha arribat a la posteritat, només s'hi parla del teatre tràgic, tan conreat a l'Atenes de l'època. Hi ha, tanmateix, algunes indicacions sobre el teatre còmic i, més en general, la literatura.
A diferència del de Plató, l'acostament d'Aristòtil a la literatura no es fa basant-se en consideracions metafísiques. Aristòtil no creu en una realitat superior a la visible i, per tant, no té en compte els arguments platònics contra la literatura. L'obra d'Aristòtil sobre la literatura té una dimensió molt més pragmàtica: tracta d'estudiar el fenomen literari i destriar-ne les característiques.
Aristòtil defineix la literatura com una mimesi feta amb paraules. L'objecte de la imitació són les accions humanes. El mode de la imitació pot ser la narració, la qual cosa dona lloc a la narrativa o a la poesia èpica, o a la dramatització, que dona com a resultat el teatre. Un concepte clau per a entendre la mimesi o imitació aristotèlica és el de versemblança: la literatura no reprodueix servilment la realitat sinó que construeix un objecte -el text literari- gràcies a la reproducció de les lleis que regeixen la realitat. En reproduir les lleis causals que regeixen la realitat, l'obra literària aconsegueix fer versemblants fets que no han succeït mai. Segons la formulació aristotèlica, el versemblant es relaciona amb el real de la mateixa manera que l'universal ho fa amb el particular. Aquesta és la raó per la qual, des d'un punt de vista ontològic, la literatura, que tracta de les coses que poden succeir, és superior a la història, que tracta de les que han succeït efectivament.

### Roma antiga

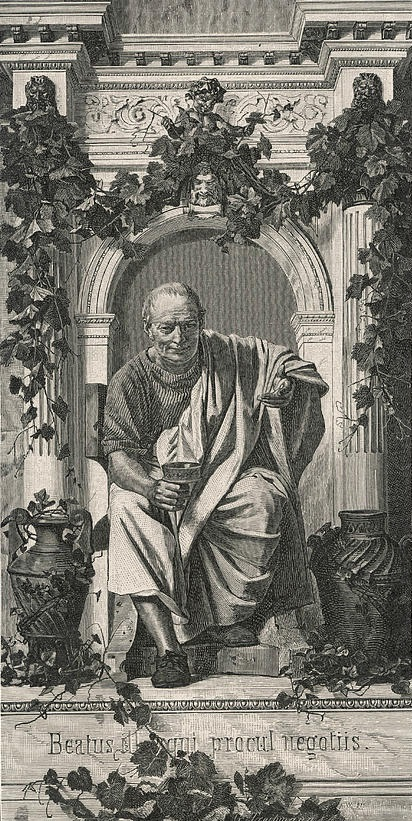
Retrat imaginari d'Horaci per Anton von Werner. LEpístola als Pisons o Art poètica d'Horaci és un dels textos cabdals sobre literatura de la tradició occidental

En l'antiga Roma, la reflexió sobre el fet literari pren un caire més aviat retòric: més que reflexions filosòfiques sobre l'essència de la literatura hom troba textos sobre qüestions tècniques estretament relacionades amb el camp de la retòrica. Es desenvolupa així una visió tècnica de la literatura, centrada en l'aspecte formal de l'obra, és a dir, l'estil.

### Era moderna
Algunes de les escoles de teoria literària més rellevants del segle XX són:
- formalisme rus
- estructuralisme
- desconstrucció
- semiòtica
- comparatisme
- estètica de la recepció
- estudis culturals

## Escoles teòriques
A continuació es mostren algunes de les escoles de teoria literàries més identificades, juntament amb els seus principals autors:
- Esteticisme – associada amb el Romanticisme, una filosofia que defineix el valor estètic com l'objectiu principal per entendre la literatura. Inclou tant els crítics literaris que han intentat entendre i/o identificar els valors estètics com Oscar Wilde com aquells que han posat èmfasi en art per l'art: En formen part Walter Pater i Harold Bloom
- Teoria literària afroamericana
- Pragmatisme americà i altres enfocaments americans: Harold Bloom, Stanley Fish, Richard Rorty
- Teoria literària cognitiva: aplica la investigació en ciència cognitiva i filosofia de la ment a l'estudi de la literatura i la cultura: Frederick Luis Aldama, Mary Thomas Crane, Nancy Easterlin, William Flesch, David Herman, Suzanne Keen, Patrick Colm Hogan, Alan Richardson, Ellen Spolsky, Blakey Vermeule, Lisa Zunshine
- Crítica de Cambridge – examen atent del text literari i la relació de la literatura amb els problemes social: I.A. Richards, F.R. Leavis, Q.D. Leavis, William Empson.
- Teoria crítica de la raça
- Estudis culturals – emfatitza el paper de la literatura en la vida quotidiana: Raymond Williams, Dick Hebdige i Stuart Hall, Max Horkheimer i Theodor Adorno; Michel de Certeau; també Paul Gilroy, John Guillory
- Estudis literaris darwinians: situa la literatura en el context de l'evolució i la selecció natural
- Deconstrucció: una estratègia de lectura "a prop" que descobreix les maneres en què els termes i conceptes clau poden ser paradoxals o autososcavar-se, fent que el seu significat sigui indecidibles: Jacques Derrida, Paul de Man, J. Hillis Miller, Philippe Lacoue-Labarthe, Gayatri Spivak, Avital Ronell
- Poètica descriptiva: Brian McHale
- Crítica literària feminista
- Ecocrítica: explora les connexions culturals i les relacions humanes amb el món natural
- Gènere (vegeu crítica literària feminista) – que posa èmfasi en temes de relacions de gènere: Luce Irigaray, Judith Butler, Hélène Cixous, Julia Kristeva, Elaine Showalter
- Formalisme: una escola de crítica literària i teoria literària que té a veure principalment amb els propòsits estructurals d'un text determinat.
- Hermenèutica i filologia alemanes: Friedrich Schleiermacher, Wilhelm Dilthey, Hans-Georg Gadamer, Erich Auerbach, René Wellek
- Marxisme: posa èmfasi en temes de conflicte de classes: Georg Lukács, Valentin Voloshinov, Raymond Williams, Terry Eagleton, Fredric Jameson, Theodor Adorno, Walter Benjamin.
- Narratologia
- Nova crítica: analitza les obres literàries en funció del que s'escriu, i no dels objectius de l'autor o de les qüestions biogràfiques.
  - W. K. Wimsatt, F. R. Leavis, John Crowe Ransom, Cleanth Brooks, Robert Penn Warren
- Nou historicisme - que examina l'obra a través del seu context històric i busca entendre la història cultural i intel·lectual a través de la literatura
  - Stephen Greenblatt, Louis Montrose, Jonathan Goldberg, H. Aram Veeser
- Postcolonialisme - se centra en les influències del colonialisme a la literatura, especialment pel que fa al conflicte històric resultat de l'explotació dels països menys desenvolupats i dels pobles indígenes per part de les nacions occidentalss.
  - Edward Said, Gayatri Chakravorty Spivak, Homi Bhabha i Declan Kiberd
- Postmodernisme – crítica de les condicions presents al segle xx, sovint amb preocupació pels considerats desviats socials o l'Altre
  - Michel Foucault, Roland Barthes, Gilles Deleuze, Félix Guattari i Maurice Blanchot
- Postestructuralisme: un terme general per a diversos enfocaments teòrics (com ara desconstrucció) que critiquen o van més enllà de les aspiracions de l'Estructuralisme per crear una ciència racional de la cultura extrapolant la model de lingüística a altres formacions discursives i estètiques
  - Roland Barthes, Michel Foucault, Julia Kristeva
- Psicoanàlisi (vegeu crítica literària psicoanalítica) - explora el paper de les consciències i l'inconscient en la literatura, inclòs el de l'autor, el lector i els personatges del text
  - Sigmund Freud, Jacques Lacan, Harold Bloom, Slavoj Žižek, Viktor Tausk
- Teoria queer: examina, qüestiona i critica el paper de la identitat de gènere i la sexualitat a la literatura
  - Judith Butler, Eve Kosofsky Sedgwick, Michel Foucault
- Crítica de resposta del lector: se centra en la resposta activa del lector a un text
  - Louise Rosenblatt, Wolfgang Iser, Norman Holland, Hans-Robert